# Metropolia di Vjatka

Localizzazione dell'oblast' di Kirov.

La metropolia di Vjatka (in russo: Вятская митрополия) è una delle province ecclesiastiche che costituiscono la Chiesa ortodossa russa.
Istituita dal Santo Sinodo il 4 ottobre 2012, comprende l'intera oblast' di Kirov nel circondario federale del Volga.
È costituita da tre eparchie:
- Eparchia di Vjatka
- Eparchia di Uržum
- Eparchia di Jaransk

Sede della metropolia è la città di Kirov (già Vjatka), il cui vescovo ha il titolo di "Metropolita di Vjatka e Slobodskoj".